# Lesidren
Lesidren (bulgariska: Лесидрен) är ett distrikt i Bulgarien.   Det ligger i kommunen Obsjtina Ugărtjin och regionen Lovetj, i den centrala delen av landet, 90 km öster om huvudstaden Sofia.
I omgivningarna runt Lesidren växer i huvudsak blandskog. Runt Lesidren är det glesbefolkat, med 13 invånare per kvadratkilometer.